# Кастињано
Кастињано (итал. Castignano) насеље је у Италији у округу Асколи Пичено, региону Марке.
Према процени из 2011. у насељу је живело 1265 становника. Насеље се налази на надморској висини од 442 м.

## Становништво
| 1936. | 1951. | 1961. | 1971. | 1981. | 1991. | 2001. | 2011. |
| ----- | ----- | ----- | ----- | ----- | ----- | ----- | ----- |
| 4.541 | 4.726 | 4.201 | 3.024 | 2.904 | 3.050 | 3.011 | 2.947 |